# Le appassionate
Le appassionate è una raccolta di racconti di Luigi Capuana.
Le novelle della raccolta, pubblicate per la prima volta nel 1893, sono in tutto 15. Se ne dà qui l'elenco:
- Tortura
- Povero dottore!
- Raffinatezza
- Convalescenza
- Un melodramma inedito
- Avventura
- Precocità
- Gelosia
- Idem per diversa
- Il piccolo diverso
- Mostruosità
- Adorata
- Evoluzione
- Ribrezzo
- Anime in pena